# 2427 Кобзар
2427 Кобзар (2427 Kobzar) — астероїд головного поясу, відкритий 20 грудня 1976 року.
Тіссеранів параметр щодо Юпітера — 3,327.

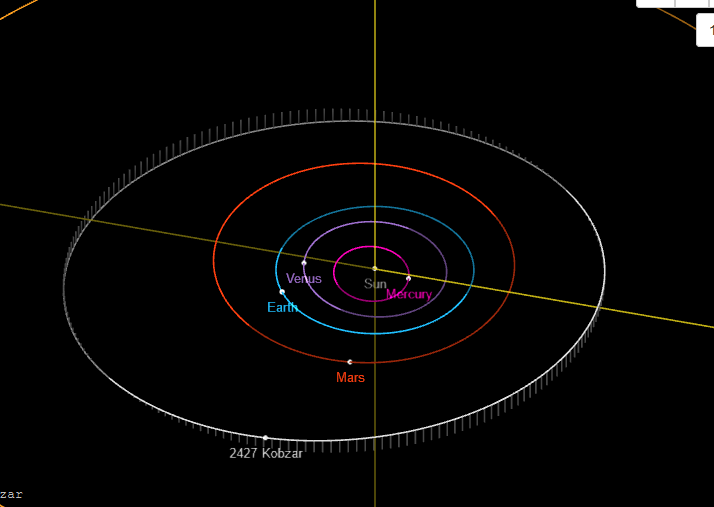
Орбіта астероїда